# Latin-1 Supplement
Latin-1 Supplement o C1 Controls and Latin-1 Supplement è un blocco Unicode. È costituito dai 128 caratteri compresi nell'intervallo U+0080-U+00FF.
È stato introdotto in Unicode 1.0 con lo scopo di estendere ISO/IEC 646 con i caratteri presenti in ISO/IEC 8859-1 per il supporto delle principali lingue europee.

## Tabella
| Codice                          | Carattere   | Nome                                                | Note |
| C1 controls                     | C1 controls | C1 controls                                         | C1 controls |
| ------------------------------- | ----------- | --------------------------------------------------- | --- |
| U+0080                          | XXX         | <control>                                           | |
| U+0081                          | XXX         | <control>                                           | |
| U+0082                          | BPH         | <control> = BREAK PERMITTED HERE                    | da non confondere con ZWSP (U+200B, ZERO WIDTH SPACE) |
| U+0083                          | NBH         | <control> = NO BREAK HERE                           | da non confondere con WJ (U+2060, WORD JOINER) |
| U+0084                          | IND         | <control>                                           | precedentemente noto come INDEX |
| U+0085                          | NEL         | <control> = NEXT LINE (NEL)                         | |
| U+0086                          | SSA         | <control> = START OF SELECTED AREA                  | |
| U+0087                          | ESA         | <control> = END OF SELECTED AREA                    | |
| U+0088                          | HTS         | <control> = CHARACTER TABULATION SET                | |
| U+0089                          | HTJ         | <control> = CHARACTER TABULATION WITH JUSTIFICATION | |
| U+008A                          | VTS         | <control> = LINE TABULATION SET                     | |
| U+008B                          | PLD         | <control> = PARTIAL LINE FORWARD                    | |
| U+008C                          | PLU         | <control> = PARTIAL LINE BACKWARD                   | |
| U+008D                          | RI          | <control> = REVERSE LINE FEED                       | |
| U+008E                          | SS2         | <control> = SINGLE SHIFT TWO                        | |
| U+008F                          | SS3         | <control> = SINGLE SHIFT THREE                      | |
| U+0090                          | DCS         | <control> = DEVICE CONTROL STRING                   | |
| U+0091                          | PU1         | <control> = PRIVATE USE ONE                         | |
| U+0092                          | PU2         | <control> = PRIVATE USE TWO                         | |
| U+0093                          | STS         | <control> = SET TRANSMIT STATE                      | |
| U+0094                          | CCH         | <control> = CANCEL CHARACTER                        | |
| U+0095                          | MW          | <control> = MESSAGE WAITING                         | |
| U+0096                          | SPA         | <control> = START OF GUARDED AREA                   | |
| U+0097                          | EPA         | <control> = END OF GUARDED AREA                     | |
| U+0098                          | SOS         | <control> = START OF STRING                         | |
| U+0099                          | XXX         | <control>                                           | |
| U+009A                          | SCI         | <control> = SINGLE CHARACTER INTRODUCER             | |
| U+009B                          | CSI         | <control> = CONTROL SEQUENCE INTRODUCER             | |
| U+009C                          | ST          | <control> = STRING TERMINATOR                       | |
| U+009D                          | OSC         | <control> = OPERATING SYSTEM COMMAND                | |
| U+009E                          | PM          | <control> = PRIVACY MESSAGE                         | |
| U+009F                          | APC         | <control> = APPLICATION PROGRAM COMMAND             | |
| Latin-1 punctuation and symbols |             |                                                     | |
| U+00A0                          | NBSP        | NO-BREAK SPACE                                      | da non confondere con (U+0020, SPACE) |
| U+00A1                          | ¡           | INVERTED EXCLAMATION MARK                           | utilizzato in spagnolo, catalano e galiziano, da non confondere con ! (U+0021, EXCLAMATION MARK)                                                                                         |
| U+00A2                          | ¢           | CENT SIGN                                           | |
| U+00A3                          | £           | POUND SIGN                                          | utilizzato per la sterlina britannica, la sterlina irlandese e altre valute, da non confondere con ₤ (U+20A4, LIRA SIGN), ₺ (U+20BA, TURKISH LIRA SIGN) e (U+10192, ROMAN SEMUNCIA SIGN) |
| U+00A4                          | ¤           | CURRENCY SIGN                                       | |
| U+00A5                          | ¥           | YEN SIGN                                            | |
| U+00A6                          | ¦           | BROKEN BAR                                          | |
| U+00A7                          | §           | SECTION SIGN                                        | |
| U+00A8                          | ¨           | DIAERESIS                                           | da non confondere con ̈ (U+0308, COMBINING DIAERESIS) |
| U+00A9                          | ©           | COPYRIGHT SIGN                                      | da non confondere con ℗ (U+2177, SOUND RECORDING COPYRIGHT) e Ⓒ (U+24B8, CIRCLED LATIN CAPITAL LETTER C), è presente come emoji                                                          |
| U+00AA                          | ª           | FEMININE ORDINAL INDICATOR                          | |
| U+00AB                          | «           | LEFT-POINTING DOUBLE ANGLE QUOTATION MARK           | |
| U+00AC                          | ¬           | NOT SIGN                                            | da non confondere con ⌐ (U+2310, REVERSED NOT SIGN) |
| U+00AD                          | SHI         | SOFT HYPHEN                                         | |
| U+00AE                          | ®           | REGISTERED SIGN                                     | da non confondere con Ⓡ (U+24C7, CIRCLED LATIN CAPITAL LETTER R), è presente come emoji                                                                                                  |
| U+00AF                          | ¯           | MACRON                                              | |
| U+00B0                          | °           | DEGREE SIGN                                         | |
| U+00B1                          | ±           | PLUS-MINUS SIGN                                     | da non confondere con ∓ (U+2213, MINUS-OR-PLUS SIGN) |
| U+00B2                          | ²           | SUPERSCRIPT TWO                                     | indica il quadrato; altri caratteri sono inclusi in Superscripts and Subscripts |
| U+00B3                          | ³           | SUPERSCRIPT THREE                                   | indica il cubo |
| U+00B4                          | ´           | ACUTE ACCENT                                        | |
| U+00B5                          | µ           | MICRO SIGN                                          | da non confondere con μ (U+03BC, GREEK SMALL LETTER MU) |
| U+00B6                          | ¶           | PILCROW SIGN                                        | |
| U+00B7                          | ·           | MIDDLE DOT                                          | da non confondere con ⋅ (U+22C5, DOT OPERATOR) |
| U+00B8                          | ¸           | CEDILLA                                             | |
| U+00B9                          | ¹           | SUPERSCRIPT ONE                                     | |
| U+00BA                          | º           | MASCULINE ORDINAL INDICATOR                         | |
| U+00BB                          | »           | RIGHT-POINTING DOUBLE ANGLE QUOTATION MARK          | |
| Vulgar fractions                |             |                                                     | |
| U+00BC                          | ¼           | VULGAR FRACTION ONE QUARTER                         | altri caratteri sono inclusi in Number Forms |
| U+00BD                          | ½           | VULGAR FRACTION ONE HALF                            | |
| U+00BE                          | ¾           | VULGAR FRACTION THREE QUARTERS                      | |
| Punctuation                     |             |                                                     | |
| U+00BF                          | ¿           | INVERTED QUESTION MARK                              | utilizzato in spagnolo, da non confondere con ? (U+003F, QUESTION MARK) |
| Letters                         |             |                                                     | |
| U+00C0                          | À           | LATIN CAPITAL LETTER A WITH GRAVE                   | |
| U+00C1                          | Á           | LATIN CAPITAL LETTER A WITH ACUTE                   | |
| U+00C2                          | Â           | LATIN CAPITAL LETTER A WITH CIRCUMFLEX              | |
| U+00C3                          | Ã           | LATIN CAPITAL LETTER A WITH TILDE                   | |
| U+00C4                          | Ä           | LATIN CAPITAL LETTER A WITH DIAERESIS               | |
| U+00C5                          | Å           | LATIN CAPITAL LETTER A WITH RING ABOVE              | da non confondere con Å (U+212B, ANGSTROM SIGN) |
| U+00C6                          | Æ           | LATIN CAPITAL LETTER AE                             | |
| U+00C7                          | Ç           | LATIN CAPITAL LETTER C WITH CEDILLA                 | |
| U+00C8                          | È           | LATIN CAPITAL LETTER E WITH GRAVE                   | |
| U+00C9                          | É           | LATIN CAPITAL LETTER E WITH ACUTE                   | |
| U+00CA                          | Ê           | LATIN CAPITAL LETTER E WITH CIRCUMFLEX              | |
| U+00CB                          | Ë           | LATIN CAPITAL LETTER E WITH DIAERESIS               | |
| U+00CC                          | Ì           | LATIN CAPITAL LETTER I WITH GRAVE                   | |
| U+00CD                          | Í           | LATIN CAPITAL LETTER I WITH ACUTE                   | |
| U+00CE                          | Î           | LATIN CAPITAL LETTER I WITH CIRCUMFLEX              | |
| U+00CF                          | Ï           | LATIN CAPITAL LETTER I WITH DIAERESIS               | |
| U+00D0                          | Ð           | LATIN CAPITAL LETTER ETH                            | maiuscola di ð (U+00F0), da non confondere con Đ (U+0110, LATIN CAPITAL LETTER D WITH STROKE) e Ɖ (U+0189, LATIN CAPITAL LETTER AFRICAN D)                                               |
| U+00D1                          | Ñ           | LATIN CAPITAL LETTER N WITH TILDE                   | |
| U+00D2                          | Ò           | LATIN CAPITAL LETTER O WITH GRAVE                   | |
| U+00D3                          | Ó           | LATIN CAPITAL LETTER O WITH ACUTE                   | |
| U+00D4                          | Ô           | LATIN CAPITAL LETTER O WITH CIRCUMFLEX              | |
| U+00D5                          | Õ           | LATIN CAPITAL LETTER O WITH TILDE                   | |
| U+00D6                          | Ö           | LATIN CAPITAL LETTER O WITH DIAERESIS               | |
| Mathematical operator           |             |                                                     | |
| U+00D7                          | ×           | MULTIPLICATION SIGN                                 | indica anche il prodotto cartesiano, da non confondere con ❌ (U+274C, CROSS MARK) |
| Letters                         |             |                                                     | |
| U+00D8                          | Ø           | LATIN CAPITAL LETTER O WITH STROKE                  | Ø, da non confondere con ∅ (U+2205, EMPTY SET) |
| U+00D9                          | Ù           | LATIN CAPITAL LETTER U WITH GRAVE                   | |
| U+00DA                          | Ú           | LATIN CAPITAL LETTER U WITH ACUTE                   | |
| U+00DB                          | Û           | LATIN CAPITAL LETTER U WITH CIRCUMFLEX              | |
| U+00DC                          | Ü           | LATIN CAPITAL LETTER U WITH DIAERESIS               | |
| U+00DD                          | Ý           | LATIN CAPITAL LETTER Y WITH ACUTE                   | |
| U+00DE                          | Þ           | LATIN CAPITAL LETTER THORN                          | |
| U+00DF                          | ß           | LATIN SMALL LETTER SHARP S                          | utilizzato in tedesco, il maiuscolo è SS |
| U+00E0                          | à           | LATIN SMALL LETTER A WITH GRAVE                     | |
| U+00E1                          | á           | LATIN SMALL LETTER A WITH ACUTE                     | |
| U+00E2                          | â           | LATIN SMALL LETTER A WITH CIRCUMFLEX                | |
| U+00E3                          | ã           | LATIN SMALL LETTER A WITH TILDE                     | |
| U+00E4                          | ä           | LATIN SMALL LETTER A WITH DIAERESIS                 | |
| U+00E5                          | å           | LATIN SMALL LETTER A WITH RING ABOVE                | |
| U+00E6                          | æ           | LATIN SMALL LETTER AE                               | utilizzato anche in IPA, da non confondere con ӕ (U+04D5, CYRILLIC SMALL LIGATURE A IE)                                                                                                  |
| U+00E7                          | ç           | LATIN SMALL LETTER C WITH CEDILLA                   | |
| U+00E8                          | è           | LATIN SMALL LETTER E WITH GRAVE                     | |
| U+00E9                          | é           | LATIN SMALL LETTER E WITH ACUTE                     | |
| U+00EA                          | ê           | LATIN SMALL LETTER E WITH CIRCUMFLEX                | |
| U+00EB                          | ë           | LATIN SMALL LETTER E WITH DIAERESIS                 | |
| U+00EC                          | ì           | LATIN SMALL LETTER I WITH GRAVE                     | |
| U+00ED                          | í           | LATIN SMALL LETTER I WITH ACUTE                     | |
| U+00EE                          | î           | LATIN SMALL LETTER I WITH CIRCUMFLEX                | |
| U+00EF                          | ï           | LATIN SMALL LETTER I WITH DIAERESIS                 | |
| U+00F0                          | ð           | LATIN SMALL LETTER ETH                              | utilizzato anche in IPA |
| U+00F1                          | ñ           | LATIN SMALL LETTER N WITH TILDE                     | |
| U+00F2                          | ò           | LATIN SMALL LETTER O WITH GRAVE                     | |
| U+00F3                          | ó           | LATIN SMALL LETTER O WITH ACUTE                     | |
| U+00F4                          | ô           | LATIN SMALL LETTER O WITH CIRCUMFLEX                | |
| U+00F5                          | õ           | LATIN SMALL LETTER O WITH TILDE                     | |
| U+00F6                          | ö           | LATIN SMALL LETTER O WITH DIAERESIS                 | |
| Mathematical operator           |             |                                                     | |
| U+00F7                          | ÷           | DIVISION SIGN                                       | |
| Letters                         |             |                                                     | |
| U+00F8                          | ø           | LATIN SMALL LETTER O WITH STROKE                    | utilizzato anche in IPA |
| U+00F9                          | ù           | LATIN SMALL LETTER U WITH GRAVE                     | |
| U+00FA                          | ú           | LATIN SMALL LETTER U WITH ACUTE                     | |
| U+00FB                          | û           | LATIN SMALL LETTER U WITH CIRCUMFLEX                | |
| U+00FC                          | ü           | LATIN SMALL LETTER U WITH DIAERESIS                 | |
| U+00FD                          | ý           | LATIN SMALL LETTER Y WITH ACUTE                     | |
| U+00FE                          | þ           | LATIN SMALL LETTER THORN                            | |
| U+00FF                          | ÿ           | LATIN SMALL LETTER Y WITH DIAERESIS                 | |

## Tabella compatta di caratteri

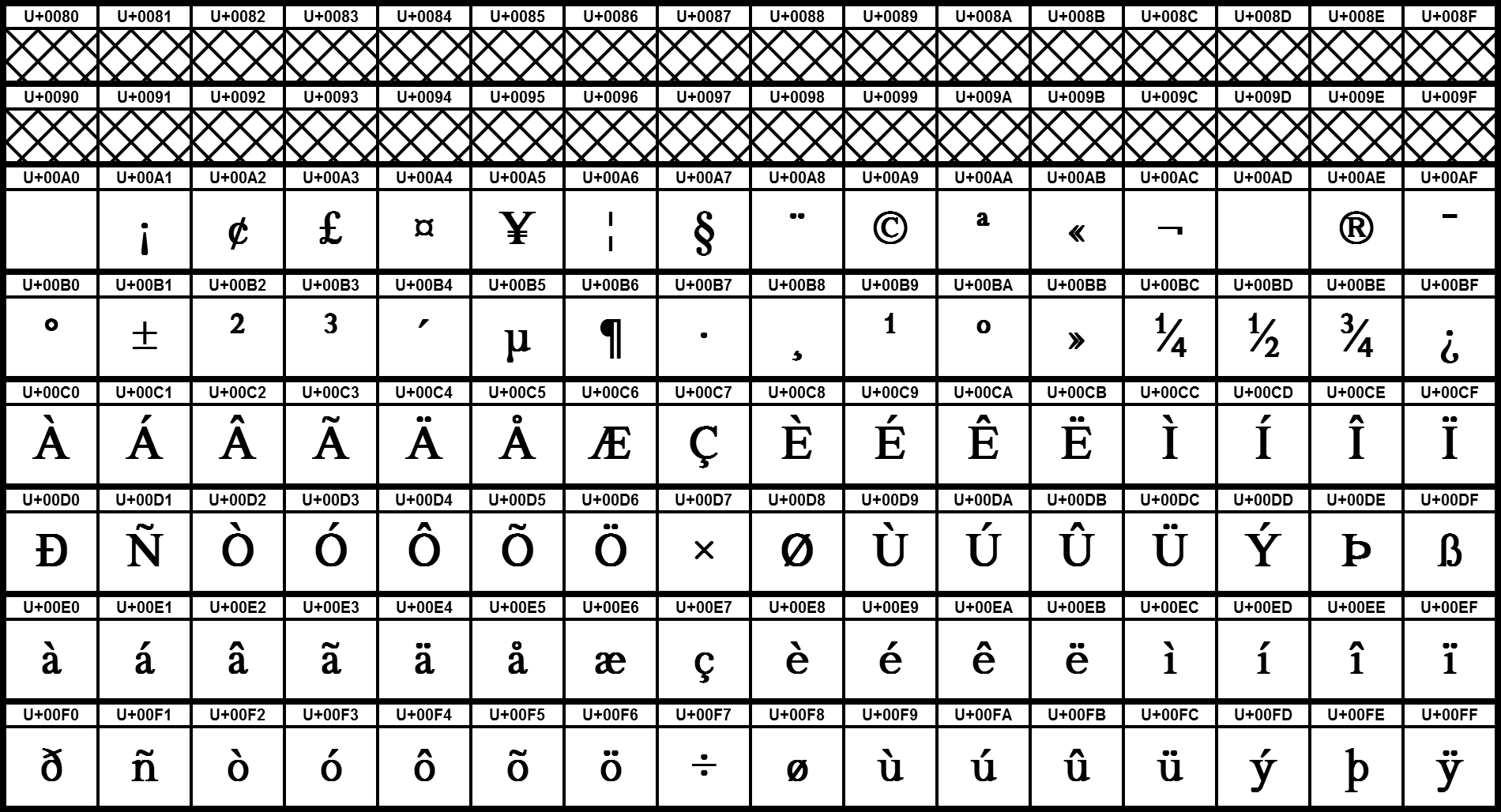
Latin-1 Supplement

|     | 0    | 1   | 2   | 3   | 4   | 5   | 6   | 7   | 8   | 9   | A   | B   | C   | D   | E   | F   |
| --- | ---- | --- | --- | --- | --- | --- | --- | --- | --- | --- | --- | --- | --- | --- | --- | --- |
| 008 | XXX  | XXX | BPH | NBH | IND | NEL | SSA | ESA | HTS | HTJ | VTS | PLD | PLU | RI  | SS2 | SS3 |
| 009 | DCS  | PU1 | PU2 | STS | CCH | MW  | SPA | EPA | SOS | XXX | SCI | CSI | ST  | OSC | PM  | APC |
| 00A | NBSP | ¡   | ¢   | £   | ¤   | ¥   | ¦   | §   | ¨   | ©   | ª   | «   | ¬   | SHY | ®   | ¯   |
| 00B | °    | ±   | ²   | ³   | ´   | µ   | ¶   | ·   | ¸   | ¹   | º   | »   | ¼   | ½   | ¾   | ¿   |
| 00C | À    | Á   | Â   | Ã   | Ä   | Å   | Æ   | Ç   | È   | É   | Ê   | Ë   | Ì   | Í   | Î   | Ï   |
| 00D | Ð    | Ñ   | Ò   | Ó   | Ô   | Õ   | Ö   | ×   | Ø   | Ù   | Ú   | Û   | Ü   | Ý   | Þ   | ß   |
| 00E | à    | á   | â   | ã   | ä   | å   | æ   | ç   | è   | é   | ê   | ë   | ì   | í   | î   | ï   |
| 00F | ð    | ñ   | ò   | ó   | ô   | õ   | ö   | ÷   | ø   | ù   | ú   | û   | ü   | ý   | þ   | ÿ   |